# Aderus kempi
Aderus kempi é uma espécie de inseto besouro da família Aderidae. Foi descrita cientificamente por Kenneth Gloyne Blair em 1924.

## Distribuição geográfica
Habita em Meghalaya (Índia).